# Robert R. Butler

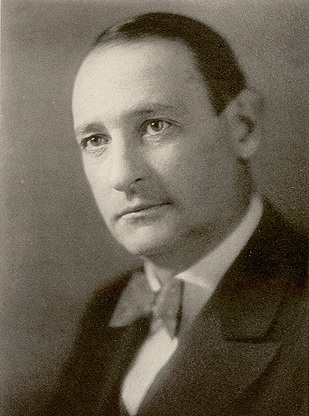
Robert R. Butler

Robert Reyburn Butler (* 24. September 1881 in Butler, Johnson County, Tennessee; † 7. Januar 1933 in Washington, D.C.) war ein US-amerikanischer Politiker.
Butler besuchte die Law School der Cumberland University in Lebanon. 1903, nach Abschluss seines Studiums, wurde er in die Anwaltschaft aufgenommen und praktizierte in Mountain City, Tennessee. 1906 zog er nach Oregon und ließ sich in Condon nieder. Dort begann Butler wieder zu praktizieren. Später wurde er Bürgermeister der Stadt. Von Februar 1909 bis Januar 1911 war er Richter am 11. Bezirksgericht von Oregon. Butler zog nun nach The Dalles, wo er wieder zu praktizieren begann. Von 1913 bis 1917 sowie erneut von 1925 bis 1929 war er Senator im Senat von Oregon.
Am 6. November 1928 wurde Butler als Republikaner in den Kongress gewählt, um dort im US-Repräsentantenhaus den vakanten Sitz von Nicholas J. Sinnott neu zu besetzen. Dieser war zuvor zurückgetreten. Butler blieb bis zu seinem Tod Abgeordneter im Repräsentantenhaus. Er starb im Januar 1933 in Washington und wurde auf dem Odd Fellows Cemetery in The Dalles beigesetzt.
Robert Reyburn Butler war ein Enkel von Roderick R. Butler, der für Tennessee im US-Repräsentantenhaus saß.